# Ras al-Ajn Humr
Ras al-Ajn Humr – wieś w Syrii, w muhafazie Aleppo. W 2004 roku liczyła 1568 mieszkańców.